# Grönfläckig padda
Grönfläckig padda (Bufotes viridis) är en art i familjen äkta paddor. Artens taxonomi är mycket omdiskuterad, varför auktoriter ibland kan uppge något olika utbredningsområde. Släktet Bufotes behandlades tidigare som ett undersläkte till Bufo.

## Utseende
Arten är 5–8,5 cm (sällsynt 10 cm) lång. Ryggen är ljusgrå, brun till ljust olivgrön med mörkare gröna, distinkt formade fläckar med svart rand. Ryggsidan har dessutom flera små vårtor. Buksidan är ljusgrå. Parotidkörtlarna (giftkörtlarna) bakom öronen är stora och välutvecklade.

## Ekologi
Den grönfläckiga paddan är främst aktiv under morgon och kväll, och gömmer sig i hålor i marken under dagen.
Den lever i våtmarker och klippterräng med vattensamlingar, nära kusten, men även i torrare habitat som dyner, ängar, stäpper och trädesåkrar. Den kan även påträffas i grunda vattensamlingar i stenbrott och sandtag. Den fångar insekter som myror, skalbaggar, spindlar och andra smådjur. Sniglar och maskar kan också sällsynt ingå i kosten. Ynglen äter alger och mikroskopiska smådjur.
Paddan kan förekomma i vatten med salthalter upp till 20 promille. Även äggen är salttåliga, paddan kan yngla i brackvatten på upp till 8 promille salthalt.
Arten kan bli upp till 7 år i naturen, 8–9 år i fångenskap.

## Utbredning
Grönfläckig padda förekommer från Nordafrika i söder till sydligaste Skandinavien, Estland och norra Kazakstan i norr. Västgränsen går vid Italien och Rhen i Europa och Västsahara i Nordafrika. Österut når den till Kazakstan och Iran. Den har minskat kraftigt och finns numera i Norden på några få danska öar och på ett fåtal platser i sydligaste Sverige.

### Förekomst i Skandinavien
I Sverige beskrevs arten första gången säkert av Anders Sparrman i Karlskrona 1795. Två tidigare fynd, beskrivna av Christian Gråberg 1733 på Gotland och Carl von Linné 1741 på Öland avser troligen grönfläckig padda, men arten är troligen mycket äldre här. Ett fynd av ett ben från padda i Eketorps borg från ca 1 000 e. Kr. är troligen från grönfläckig padda. Idag förekommer arten i Sverige på några få håll i Skåne, Blekinge, Gotland och Öland. Av dessa är det enbart Limhamns kalkbrott, Eskilstorps sockens strandängar samt kolonin på Utklippan i Karlskronas skärgård som har några större och reproducerande populationer. På Gotland utrotades arten sannolikt i slutet av 1900-talet, men har från 1994 återinplanterats på två platser på Fårö och en plats på Storsudret.
I Danmark finns arten framför allt på Møn, samt fläckvis i den övriga danska övärlden. Den finns också på den konstjorda ön Pepparholm vid Öresundsbron. På Jylland saknas den dock helt.
I Finland och Norge förekommer inte arten.

## Status och hot
Arten har på många platser minskat drastiskt under 1900-talet. Den har dock ett mycket stort utbredningsområde, och den globala minskningen är inte tillräckligt stor för att den ska bedömas som hotad, varför IUCN kategoriserar den som livskraftig (LC).

### Status i Skandinavien
Den grönfläckiga paddan har varit helt utrotad på Gotland. 1994 gjordes återplanteringsförsök, och 2005–2008 gjordes förnyade försök. Det är osäkert om man lyckats etablera en stadig population på ön. På Falsterbohalvön, där den grönfläckiga paddan tidigare hade ett av sina största habitat finns idag endast ett fåtal exemplar kvar.
Arten var 2005 och 2010 upptagen på svenska Rödlistan som akut hotad (CR). För att försöka rädda arten i Sverige togs därför ett åtgärdsprogram fram av Naturvårdsverket. Sedan 2015 är paddan klassificerad som sårbar (VU).
Beståndet i Danmark har minskat med 95 % under perioden 1940–1995. Åtgärder har vidtagits även i Danmark för att skydda arten, framför allt på öarna Samsø, Fyn och småöarna söder därom samt Sprogø, Lolland, Falster och Møn.
Från att i Danmark ha varit rödlistad 1997 som sårbar (VU) har den 2003 omklassificerats till livskraftig (LC).

## Taxonomi och namnkontrovers
Denna arts taxonomi är omstridd. Ursprungligen fördes den till släktet Bufo, och kallades då Bufo viridis. När släktet delades upp, hamnade den initialt i släktet Pseudepidalea. Flera auktoriteter anser emellertid att detta var felaktigt, IUCN betraktar det senare släktet som polyfyliskt, i alla fall för de så kallade grönpaddorna (denna art, B/P. balearicus, B/P. boulengeri, B/P. siculus och B/P. variabilis) och förordar att de i stället skall föras till Bufotes.
Inte bara släktet Bufos ställning har diskuterats, utan även den inbördes namnstandarden bland grönpaddorna. I Danmark har Danmarks Fugle og Natur, som har kopplingar till Århusuniversitetet, ändrat paddans arttillhörighet till Bufotes variabilis med motiveringen att B. viridis bör reserveras för den art som lever i västliga och sydliga Medelhavsområdet samt Balkan, medan B. variabilis bör beteckna den art som lever i Turkiet, Östeuropa och Östersjöområdet (inklusive Danmark).
IUCN konstaterar att en sådan uppdelning har skett, men menar att den är kontroversiell och inte fullt accepterad, bland annat därför att populationerna i Nordtyskland, Danmark och Sverige är geografiskt isolerade, och därför inte säkert kan sägas tillhöra Bufotes variabilis.
Den svenska Artdatabanken betraktar den ännu (2021) som Bufotus viridis, men redovisar den taxonomiska konflikten.

## Galleri

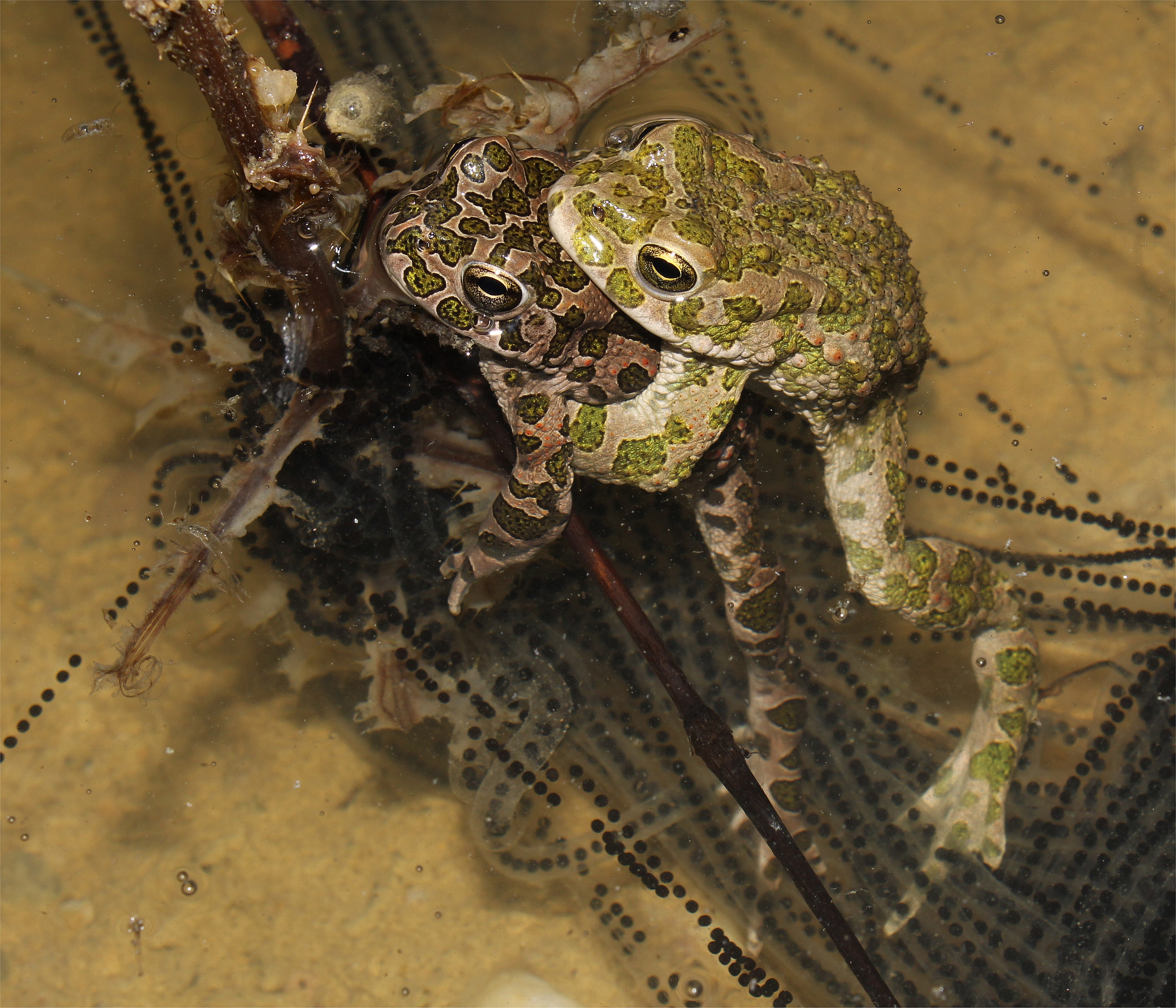
Parande grönfläckiga paddor i amplexus.
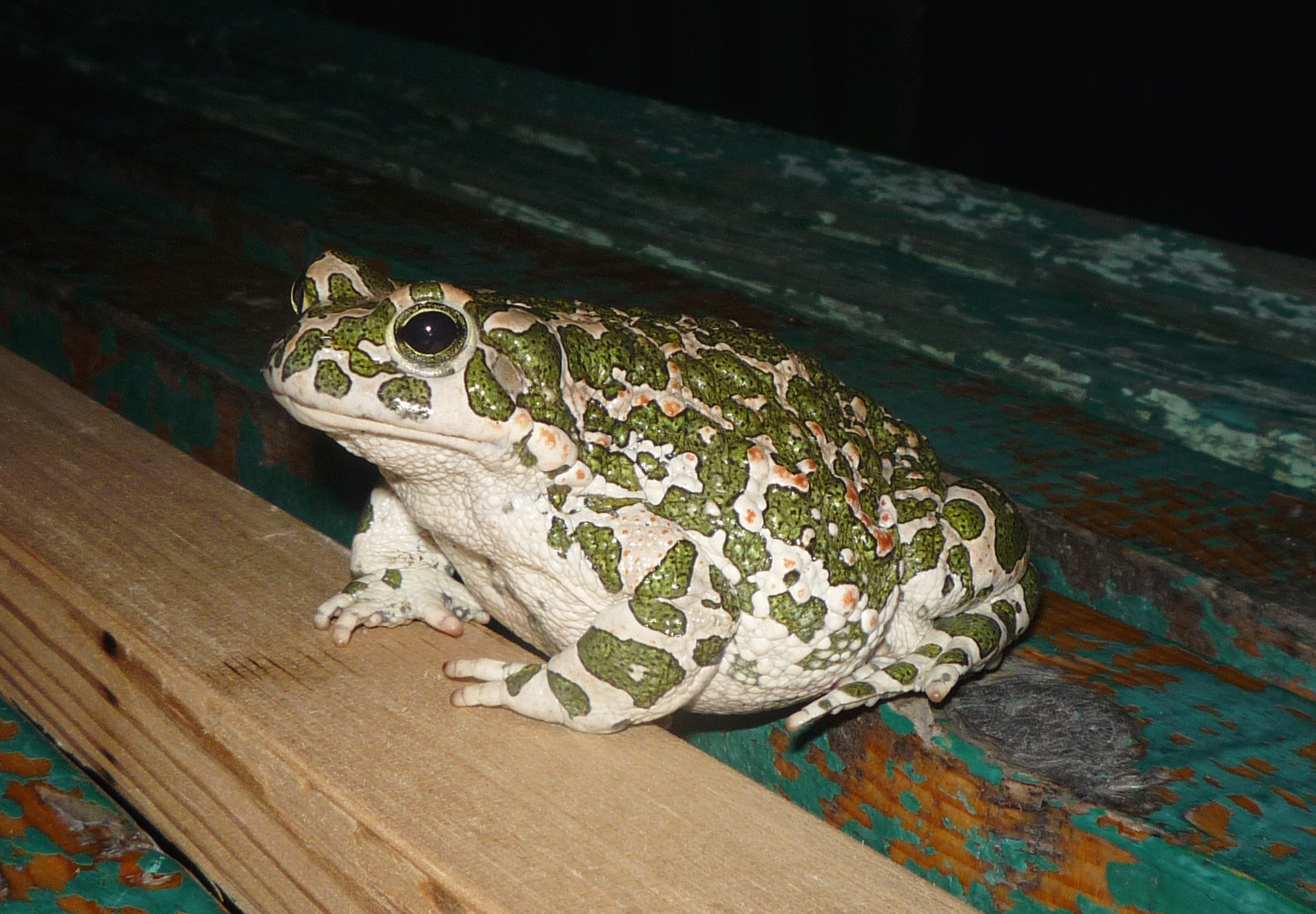
Grönfläckig padda från Ukraina.
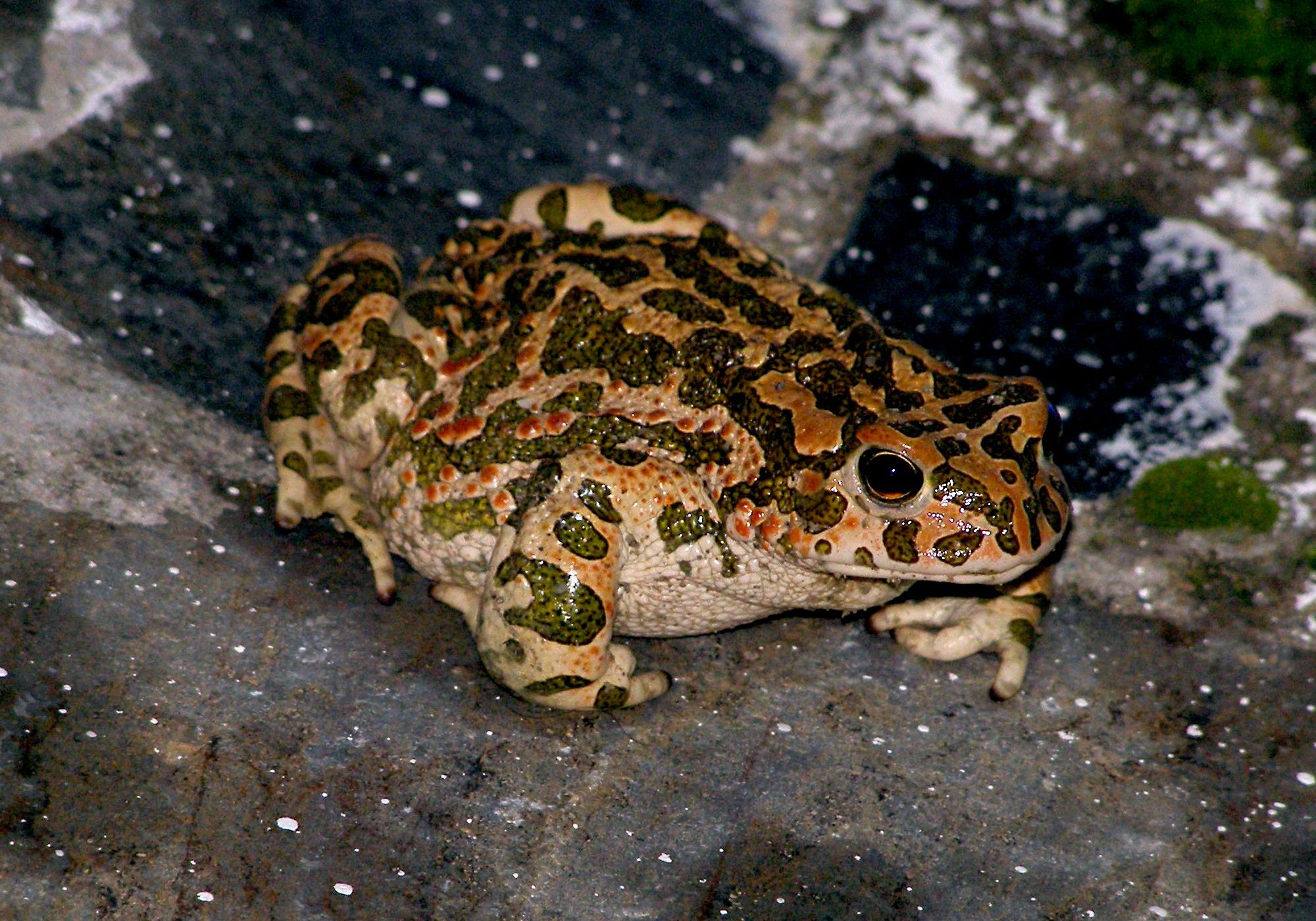
Äldre hona från Kreta.